# Гридін Сергій Володимирович
Сергій Володимирович Гридін (нар. 8 липня 1971, м. Здолбунів) — український дитячий письменник.

## Життєпис
Сергій Володимирович Гридін народився 8 липня 1971 року в місті Здолбунів Рівненської області.
У дитинстві був повним, тому, щоб скинути зайву вагу, із 14-ти років захопився спортом. Це додало твердості характеру. Деякий час жив із сім'єю в Монголії.
Після закінчення в 1988 році Здолбунівської школу, намагався вступити до Київського державного університету на факультет міжнародного права, але вступні іспити виявилися невдалими. Пішов працювати до слюсарної бригади. Через рік став студентом економічного факультету Рівненського інституту інженерів водного господарства (нині національний університет), закінчив навчання 1994 року.
Працює директором Здолбунівської міжрайонної виконавчої дирекції фонду соціального страхування  з тимчасової втрати працездатності.
Директор рівненського фестивалю «Дивокрай».
Служив у зоні АТО, після повномасштабного вторгнення рф в Україну знову став до лав ЗСУ.
Одружений, виховує сина Сашка.

## Творчість
Писати почав після однієї з перевірок на роботі. Бажання відірватися від реальності й поринути у світ, далекий від законів про корупцію, бухгалтерської документації та в'їдливих контролерів переросло в написання першої книги про Федька.
|  | «Найважче, як на мене, писати книжки саме для підлітків. Дитячі книжки простіше писати, бо всі ми колись були дітьми і пам'ятаємо себе якраз у дитячому віці. А підлітки змінюються весь час і змінюються із часом. І тому писати підліткові книжки найважче». |

### Доробок
Автор трилогії про комп'ютерний вірус Федько (2011—2022):
- «Федько, прибулець з інтернету»,
- «Федько у віртуальному місті»,
- «Федько у пошуках чупакабри»
- "Федько: пригоди у Вірусляндії"

Автор книг
- «Не такий» (2013)
- "Кігтик Ковбаско" (2015)
- «Незрозумілі» (2016)[5]
- «Не-ангел» (2017)[5]
- «Відчайдушні» (2017)
- «І паралельні перетинаються» (2017)[6]
- «Сапери» (2017)
- «Таємниці Ходвартса» (2018)
- «Віраж» (2018)
- «Дорослі зненацька» (2019)[7]
- "Чужий" (2019)
- «Крейзі» (2020)
- "Іграшка" (2022)
- "Не так, як здається" (2024)

2017 року його оповідання увійшло до збірки «10 історій для хлопців», що вийшла у «Видавництві Старого Лева».
Оповідання також друкувалися в збірках «Мама по скайпу», «Така любов», «Любов така», серіях «Теплі історії», «19 різдвяних історій», «І це теж зробила вона».
Творчості Сергія Гридіна був присвячений другий регіональний проєкт "Велике читання" у 2023 році. Учасниками проєкту стали бібліотеки та громади Рівненської області. Впродовж кількох місяців у різних форматах відбувалося читання творів С. Гридіна.

## Відзнаки
- Книга «Федько у пошуках чупакабри» увійшла до довгого списку премії «Книга року ВВС-2012»[11], а повість "Не такий" у короткий список «Книга року ВВС-2012»
- Переможець конкурсу «Краща книга Рівненщини» в номінації «Краще видання для дітей» (2013)[2] та «Краще видання для юнацтва та молоді» (2015)[12]
- Книгу «Крейзі» (Знання, 2020) внесено до Почесного списку ІВВY (IBBY Honour List) 2022 року[13][14]